# Марселлис, Дирк
Дирк Антон Нико Марселлис (нидерл. Dirk Antoon Nico Marcellis; род. 13 апреля 1988[…], Хорст-ан-де-Маас, Лимбург) — нидерландский футболист, игравший на позиции защитника. В составе сборной Нидерландов провёл три матча.

## Карьера
Марселлис заявил о себе в матчах Кубка УЕФА, где Дирк, будучи защитником ПСВ опекал Димитра Бербатова в матче с «Тоттенхэмом» и Адриана Муту в матче с «Фиорентиной». Благодаря надёжной игре Марселлиса, его взяли в молодёжную сборную Нидерландов, а в ПСВ Дирк вместе с мексиканцем Карлосом Сальсидо образовал крепкую связку центральных защитников. Дирк стал одним из ведущих игроков эйндховенского клуба, а болельщики и пресса сравнили его с известным нидерландским защитником Япом Стамом.
В 2008 году главный тренер сборной Нидерландов Берт ван Марвейк вызвал Дирка под знамёна национальной команды. 11 октября 2008 года в матче с командой Исландии Марселлис дебютировал в составе национальной сборной.
В январе 2015 года перешёл в клуб НАК Бреда.
В сентябре 2018 года объявил о завершении игровой карьеры.

## Статистика

### Матчи Марселлиса за сборную Нидерландов
| Матчи Марселлиса за сборную Нидерландов | Матчи Марселлиса за сборную Нидерландов | Матчи Марселлиса за сборную Нидерландов | Матчи Марселлиса за сборную Нидерландов | Матчи Марселлиса за сборную Нидерландов | Матчи Марселлиса за сборную Нидерландов |
| --------------------------------------- | --------------------------------------- | --------------------------------------- | --------------------------------------- | --------------------------------------- | --------------------------------------- |
| №                                       | Дата                                    | Соперник                                | Счёт                                    | Голы Марселлиса                         | Соревнование                            |
| 1                                       | 11 октября 2008                         | Исландия                                | 2:0                                     | —                                       | Чемпионат мира 2010 (отбор)             |
| 2                                       | 15 октября 2008                         | Норвегия                                | 1:0                                     | —                                       | Чемпионат мира 2010 (отбор)             |
| 3                                       | 11 августа 2010                         | Украина                                 | 1:1                                     | —                                       | Товарищеский матч                       |

Итого: 3 матча / 0 голов; 2 победы, 1 ничья, 0 поражений.

## Достижения
ПСВ
- Чемпион Нидерландов: 2007/08

АЗ
- Обладатель Кубка Нидерландов: 2012/13